# Imbattables
Imbattables (Motorheads) est une série télévisée américaine, créée par John A. Norris et réalisée par Neil Burger, Ryan Zaragoza, Glen Winter, Rebecca Rodriguez et Tara Nicole Weyr, sortie le 20 mai 2025 sur Prime Video.

## Synopsis
Dans une ville industrielle en déclin, des adolescents venus d’horizons opposés se découvrent à travers une passion commune pour les courses de rue et la mécanique. Premiers émois, premières trahisons, premières accélérations : ensemble, ils cherchent à s'inventer un avenir dans un monde qui semble les avoir oubliés.

## Distribution

### Acteurs principaux
- Ryan Phillippe (VF : Laurent Maurel ; VQ : Martin Watier) : Logan Maddox
- Nathalie Kelley (VF : Laura Blanc ; VQ : Catherine Proulx-Lemay) : Samantha Torres
- Michael Cimino (VF : Clément Moreau ; VQ : Philippe Vanasse-Paquet) : Zac Torres
- Melissa Collazo (en) (VF : Lila Lacombe ; VQ : Léa Roy) : Caitlyn Torres
- Nicolas Cantu (VF : Jean-Stan Du Pac ; VQ : Charles Sirard Blouin) : Marcel Crawford
- Uriah Shelton (VF : Maxime Baudouin ; VQ : Alexandre Bacon) : Curtis Young

### Acteurs récurrents
- Drake Rodger (VF : Marc Arnaud ; VQ : Nicholas Savard L'Herbier) : Ray Young
- Josh Macqueen (VF : Arthur Raynal ; VQ : Nicolas Bacon) : Harris Bowers
- Mia Healey (en) (VQ : Célia Gouin-Arsenault) : Alicia Whitaker
- Johnna Dias-Watson (VQ : Estelle Fournier) : Kiara Gibbons
- Audrey Gerthoffer (VF : Elia-Carmine Robbe) : Brooke Rhodes
- Matt Lanter (VF : Sylvain Agaësse ; VQ : Alexis Lefebvre) : Darren Bowers
- Sophia Esperanza (VQ : Élizabeth Gauthier-Pelletier) : Ryan
- Paul Popowich (VF : Stéphane Pouplard) : Shérif Hugo Young
- Michael Reventar (VF : Mario Bastelica) : Ezra
- James Cade (VF : Yannick Blivet) : Wade Crawford
- Kelsey Flower (VF : Philippe Chaine) : Mikey
- Myles Erlick (VF : Clément Corinthe) : Noah
- Sergio Di Zio (VF : Serge Faliu) : Bruce Whitaker
- Leigh Bush II (VF : Laurence Porteil) : Cheri Crawford
- Alex Paxton-Beesley : Kelly Gibbons
- Dylan Taylor : Vic
- Paul Braunstein : Mr. Ruby
- Joseph Chiu : Mateo
- Deacon Phillippe : Christian Maddox, plus jeune (flashbacks)
- Sierra Marilyn Riley : Samantha Torres, plus jeune (flashbacks)
- Jordan Dawson : Hugo, plus jeune (flashbacks)
- Romeo Carere (VF : Philippe Chaine) : Ezra, plus jeune (flashbacks)
- Stephen Kalyn (VF : Guillaume Pevée) : Logan Maddox, plus jeune (flashbacks)

 Source et légende : version française (VF) sur RS Doublage

## Production

### Développement
En novembre 2023, les studios d'Amazon Prime lancent la préparation de la série. Écrite par John A. Norris, il est également le show runner et producteur exécutif de la série, qui est produite par Jax Media (en) et Amazon MGM Studios. 
Fin novembre 2023, Ryan Phillippe, Nathalie Kelley, Michael Cimino et Melissa Collazo (en) sont annoncés au casting. En décembre 2023, Uriah Shelton rejoint le casting, aux côtés de Drake Rodger, Johnna Dias-Watson, Josh Macqueen, et Mia Healey (en). En mai 2024, c'est au tour de Matt Lanter et Sophia Esperanza d'être annoncés au casting. 

### Tournage
Alors que le tournage devait débuter en juillet 2023 et s'achever en novembre 2023, il est reporté à cause de la grève SAG-AFTRA 2023. Le tournage commence alors le 25 mars 2024 à Toronto, au Canada, puis se poursuit dans d'autres villes d'Ontario, telles que Hamilton, Paris, Chatsworth ou encore le comté de Brant,. Ils tournent également quelques séquences sur le Blackfriars Bridge à Londres. Le tournage se termine le 22 juillet 2024.

## Épisodes

### Première saison (2025)
La première saison de dix épisodes a commencé sa diffusion le 20 mai 2025.
1. Pilote (Pilote)
2. Lueur d'espoir (Glow)
3. Premier tour de piste (Assessment)
4. Pièces détachées (Disassemble)
5. À quel prix ? (Value)
6. Reconstruction (Reassemble)
7. Faux contact (Red, Green, Blue)
8. Court-circuit (Wiring)
9. Démarrage (Ignition)
10. Cardinal (Redbird)